# Chamaesium
Chamaesium är ett släkte i familjen flockblommiga växter. Det beskrevs av Hermann Wolff. Släktets arter förekommer i Himalaya och i Kina.

## Arter
Släktet har tio accepterade arter:
- Chamaesium delavayi (Franch.) R.H.Shan & S.L.Liou
- Chamaesium jiulongense X.L.Guo & X.J.He
- Chamaesium mallaeanum Farille & S.B.Malla
- Chamaesium novem-jugum (C.B.Clarke) C.Norman
- Chamaesium paradoxum H.Wolff
- Chamaesium shrestaeanum Farille & S.B.Malla
- Chamaesium spatuliferum (W.W.Sm.) C.Norman
- Chamaesium thalictrifolium H.Wolff
- Chamaesium viridiflorum (Franch.) H.Wolff ex R.H.Shan
- Chamaesium wolffianum Fedde ex H.Wolff